# Digonogastra adornata
Digonogastra adornata är en stekelart som först beskrevs av Cameron 1909.  Digonogastra adornata ingår i släktet Digonogastra och familjen bracksteklar. Inga underarter finns listade i Catalogue of Life.